# Львів (банк)
Банк «Львів» — український банк з головним офісом у Львові. Заснований 17 жовтня 1990 року. Має 18 відділень у Західній Україні і одне у м. Київ. Станом на жовтень 2024 року активи Банку становлять 12,4 млрд грн, зобов'язання 11,1 млрд грн, капітал 1,3 млрд грн.
«Львів» — на 99,9 % іноземний банк зі швейцарськими та європейськими власниками.
Кінцевим власником істотної участі з понад 37 % участі є громадянин Ісландії Петурсон Маргеір.

## Історія
Банк «Львів» був зареєстрований 17 жовтня 1990 року у держбанку колишнього СРСР за № 490. У 1991 перереєстрований у Національному банку України, реєстраційний № 28. У квітні 1992 року, АКБ «Львів» купив аварійний будинок у Львові на вул. Сербській,1 для реставрації під власний офіс. У жовтні 1993, Комерційний банк «Львів» перереєстровано в Акціонерне товариство закритого типу Акціонерно-комерційний банк «Львів». У листопаді 1998, АКБ «Львів» змінив юридичну адресу і почав здійснювати операції у відреставрованому приміщенні. У 2001 розпочало роботу Перше територіально відокремлене відділення на Сихові. У 2002 АКБ «Львів» перейменовано у ЗАТ АКБ «Львів». У 2003 було відкрите відділення в м. Новояворівськ та у Львові на вул. Глибока, 1. У 2004 відкрито ще одне відділення у Львові та введено в експлуатацію перший банкомат. У 2006 році група ісландських компаній через українське товариство «Нью Прогрес Холдинг» стали стратегічними інвесторами банку. Цей банк отримав найбільшу ісландську інвестицію в Україні, що зміцнило фінансову стабільність банку, вивело його роботу на інший якісний рівень, розширило перелік пропонованих послуг та мережу відділень.
У 2008 кількість відділень банку була доведена до 15, відкрито відділення в Івано-Франківську. У цьому ж році банк приєднався до платіжної системи VISA. У 2009 ВАТ АКБ «Львів» був перейменований в ПАТ АКБ «Львів» (Публічне акціонерне товариство).
Станом на 1 січня 2022 року мережа відділень банку охоплювала сім областей України (19 відділення, з них 6 у м. Львів, 7 у Львівській області, по одному   — у м. Києві, Івано-Франківську, Ужгороді Тернополі, Рівному та Луцьку).
Щорічно банк оцінюється різноманітними уповноваженими рейтинговими агентствами. У 2018 році рейтингове агентство «IBI-Rating» підтвердило надійність банківських вкладів Банку «Львів» на рівні «5», що характеризує банк як надійну фінансову установу.

## Діяльність
ПАТ АКБ «Львів» є:
- членом Європейської бізнес асоціації;
- дійсним членом Асоціації банків Львівщини;
- членом Київської міжнародної фондової біржі;
- дійсним членом Асоціації українських банків;
- членом Львівської торгово-промислової палати;
- учасником Національної системи масових електронних платежів;
- дійсним членом Фонду гарантування вкладів фізичних осіб;
- членом Професійної асоціації реєстраторів та депозитаріїв.
- членом мережі банкоматів РАДІУС.

## Власники
В 2006—2018 рр., кінцевим власником 99 % акцій банку був ісландський фінансист і банкір (в минулому шахіст) Марґейр Петурсон.
12 вересня 2017 року, прес-служба банку повідомляла про намір викупу 40 % акцій Петурсона швейцарською компанією з управління активами ResponsAbility Participations AG. 3 липня 2018 року, НБУ дав дозвіл на придбання 51 % акцій ПАТ "Банк «Львів» компанією ResponsAbility Participations AG. Згідно з інформацією на сайті ResponsAbility Participations, 60 % її акцій належить швейцарським фінансовим установам, зокрема Baumann & Cie, Raiffeisen Switzerland, Swiss Re Foundation, Vontobel Beteiligungen, 21 % — приватним інвесторам і 19 % — менеджменту і співробітникам компанії. Решта 49 % акцій банку «Львів» надалі належатимуть існуючому акціонеру Марґейру Петурсону. 29 січня 2019 року 51 % акцій банку викупив Швейцарський фонд responsAbility, а в 2022 році Північна Екологічна Фінансова Корпорація Nefco [Архівовано 15 березня 2022 у Wayback Machine.] викупила 13, 94 % акцій банку